# Ezona pinnigera
Ezona pinnigera är en plattmaskart som beskrevs av Tajika 1980. Ezona pinnigera ingår i släktet Ezona och familjen Coelogynoporidae. Inga underarter finns listade i Catalogue of Life.